# Dasineura purpurea
Dasineura purpurea är en tvåvingeart som först beskrevs av Ephraim Porter Felt 1908.  Dasineura purpurea ingår i släktet Dasineura och familjen gallmyggor. Inga underarter finns listade i Catalogue of Life.